# Miasta w Polsce (seria monet)
Seria Miasta w Polsce obejmuje obiegowe, okolicznościowe monety dwuzłotowe ze stopu Nordic Gold. Narodowy Bank Polski zainaugurował tę serię w 2009 roku. Celem serii jest upamiętnienie polskich miast. Pierwszą monetą serii była Częstochowa wyemitowana 21 września 2009 roku.

## Lista monet seriiMiasta w Polsce
Awers monet ze stopu CuAl5Zn5Sn1 (Nordic Gold) jest stały i przedstawia orła, rok wprowadzenia do obiegu, nominał (2 złote) oraz napis Rzeczpospolita Polska. Na rewersie widnieje wizerunek jednej z charakterystycznych budowli polskiego miasta.
| Moneta                                            | Nominał | Stop        | Średnica | Masa   | Data emisji          | Nakład    | Wizerunek monety |
| ------------------------------------------------- | ------- | ----------- | -------- | ------ | -------------------- | --------- | ---------------- |
| Częstochowa – Jasna Góra                          | 2 złote | CuAl5Zn5Sn1 | 27,00 mm | 8,15 g | 21 września 2009     | 1 100 000 | rewers           |
| Jędrzejów – Klasztor Cystersów                    | 2 złote | CuAl5Zn5Sn1 | 27,00 mm | 8,15 g | 27 listopada 2009    | 1 100 000 | rewers           |
| Trzebnica – Sanktuarium św. Jadwigi               | 2 złote | CuAl5Zn5Sn1 | 27,00 mm | 8,15 g | 9 grudnia 2009       | 1 100 000 | rewers           |
| Trzemeszno – bazylika                             | 2 złote | CuAl5Zn5Sn1 | 27,00 mm | 8,15 g | 29 lipca 2010        | 1 000     | rewers           |
| Stare Miasto w Warszawie                          | 2 złote | CuAl5Zn5Sn1 | 27,00 mm | 8,15 g | 24 sierpnia 2010     | 1 000     | rewers           |
| Kalwaria Zebrzydowska – Bazylika M. B. Anielskiej | 2 złote | CuAl5Zn5Sn1 | 27,00 mm | 8,15 g | 23 września 2010     | 1 000     | rewers           |
| Gorlice                                           | 2 złote | CuAl5Zn5Sn1 | 27,00 mm | 8,15 g | 19 października 2010 | 1 000     | rewers           |
| Miechów – Kolegiata Grobu Bożego                  | 2 złote | CuAl5Zn5Sn1 | 27,00 mm | 8,15 g | 17 listopada 2010    | 1 000     | rewers           |
| Katowice – Pomnik Powstańców Śląskich             | 2 złote | CuAl5Zn5Sn1 | 27,00 mm | 8,15 g | 8 grudnia 2010       | 1 000     | rewers           |
| Gdynia – Port Gdynia                              | 2 złote | CuAl5Zn5Sn1 | 27,00 mm | 8,15 g | 22 lipca 2011        | 800 000   | rewers           |
| Mława – ratusz                                    | 2 złote | CuAl5Zn5Sn1 | 27,00 mm | 8,15 g | 24 sierpnia 2011     | 800 000   | rewers           |
| Poznań – Klasztor Franciszkanów                   | 2 złote | CuAl5Zn5Sn1 | 27,00 mm | 8,15 g | 15 września 2011     | 800 000   | rewers           |
| Łódź                                              | 2 złote | CuAl5Zn5Sn1 | 27,00 mm | 8,15 g | 17 października 2011 | 800 000   | rewers           |
| Kraków – Klasztor Paulinów na Skałce              | 2 złote | CuAl5Zn5Sn1 | 27,00 mm | 8,15 g | 14 listopada 2011    | 800 000   | rewers           |
| Kalisz – Klasztor Franciszkanów                   | 2 złote | CuAl5Zn5Sn1 | 27,00 mm | 8,15 g | 15 grudnia 2011      | 800 000   | rewers           |